# Redukcyjny szlak acetylo-CoA
Redukcyjny szlak acetylo-CoA – jest metodą wytwarzania związków organicznych z dwutlenku węgla występującą u bakterii i archeowców należących do beztlenowych chemolitoautotrofów. Jest też określany jako szlak Wooda Ljungdahla.
Reakcje szlaku acetylo-CoA polegają na redukcji dwutlenku węgla (CO
2) przez kilka związków pośrednich do acetylo-CoA. Kluczowa reakcja redukcji CO
2 do tlenku węgla (CO) przeprowadzana jest przez dehydrogenazę, której kofaktorami są Ni, Zn, Fe. Donorem elektronów w tej reakcji jest wodór. Do CO połączonego z dehydrogenazą przyłączana jest grupa metylowa przenoszona przez białko korynoidowe o podobnej budowie jak witamina B12. Białko to pobiera grupy metylowe z tetrahydrometanopteryny (MP) i przyłącza do związanego z enzymem CO. Powstała w reakcji grupa acetylowa przenoszona jest na CoA co prowadzi do powstania acetylo-CoA.
Są dwie równoległe reakcje początkowe:
CO
2 + H
2 → kwas mrówkowy → MP−CH
3
CO
2 + H
2 → H
2O + CO
Redukcyjny szlak acetylo-CoA występuje u bakterii metanogennych, homoacetogennych oraz archebakterii redukujących siarczany.
W przeciwieństwie do odwrotnego cyklu Krebsa i cyklu Calvina, ten proces nie jest cykliczny.